# Павлівка (Волноваський район)
Павлі́вка — село Вугледарської міської громади у Волноваському районі Донецької області, Україна. У селі мешкає 2505 осіб.

## Загальні відомості
Відстань до Мар’їнки становить близько 30 км і проходить автошляхом місцевого значення.
Землі села межують із територією с. Микільське та Єгорівка та м. Вугледар Вугледарської міської громади Донецької області.

## Історія
Село створене у 30-40-х роках ХІХ ст. переселенцями-козаками та селянами з Полтавської, Харківської та Чернігівської губерній.
Павлівка — одне з 40 казенних поселень які були засновані державними селянами, українськими козаками, міщанами й військовими поселенцями з Чернігівської, Харківської й Полтавської губерній та західними однодворцями (у переважній більшості з Київської губернії) у першій половині 40-х років ХІХ ст. на сході Олександрівського повіту Катеринославської губернії (на сьогодні це частина території сучасної Донецької області)
За даними на 1859 рік у казенному селі Олександрівського повіту Катеринославської губернії мешкало 1257 осіб (860 чоловічої статі та 797 — жіночої), налічувалось 226 дворових господарств, існували православний молитовний будинок, станова квартира, училище, відбувалось 3 ярмарки на рік й базари.
1865 року коштом селян у Павлівці побудована кам'яна церква названа іменами Петра і Павла — Петропавлівська церква.
Станом на 1886 рік у колишньому державному селі, центрі Павлівської волості Маріупольського повіту Катеринославської губернії, мешкало 2060 осіб, налічувалось 359 дворових господарств, існували православна церква, єврейський молитовний будинок, школа, 2 лавки, 2 рейнських погреба, відбувалось 3 ярмарки на рік й щоденні базари.
За переписом 1897 року кількість мешканців зросла до 3137 осіб (1609 чоловічої статі та 1528 — жіночої), з яких 2877 — православної віри.
У 1908 році в селі мешкало 2196 осіб (1096 чоловічої статі та 1100 — жіночої), налічувалось 552 дворових господарства.
До 1917 р. Павлівка була другим після Маріуполя адміністративним та торговельно-промисловим центром Маріупольського повіту. В селі працював паровий млин, цегельний завод, декілька підприємств по обробці шкіри, лікарня, 3 школи.
1917 року в селищі мешкало 4751 особа.
В роки Другої світової війни 31 травня 1943 року неподалік від Павлівки була висаджена група радянських партизанів у тил нацистів і була виявлена фашистами. Проти неї була вислана група перехоплення. Всі члени партизанської групи були вбиті в бою з фашистами.

### Російсько-українська війна
23 червня 2022 року село звільнено від російської окупації.

## Населення

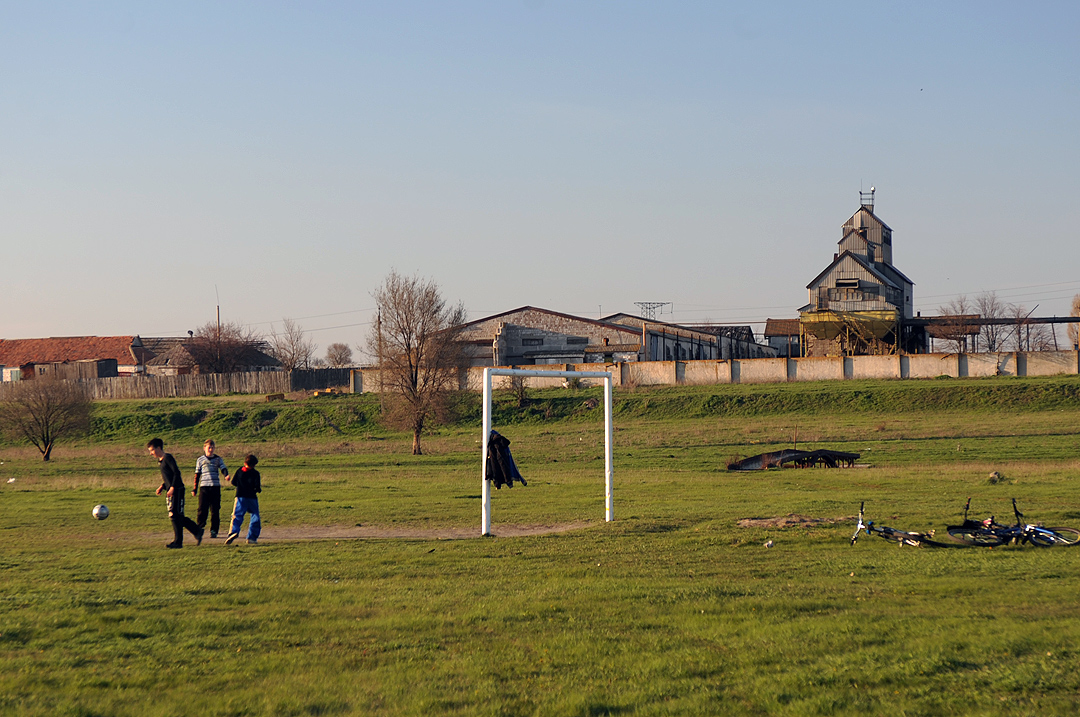
Сільський стадіон

За даними перепису 2001 року населення села становило 2505 осіб, із них 85,51 % зазначили рідною мову українську, 13,97 % — російську, 0,32 % — білоруську, 0,16 % — молдовську та 0,04 % — румунську мову.

## Відомі уродженці
- Грінцов Іван Григорович — радянський та український діяч.